# Arrondissement di Corail
L'arrondissement di Corail è un arrondissement di Haiti facente parte del dipartimento di Grand'Anse. Il capoluogo è Corail.

## Geografia antropica

### Suddivisioni amministrative
L'arrondissement di Corail comprende 4 comuni:
- Corail
- Beaumont
- Pestel
- Roseaux